# Werkverzeichnis Rudolf Mauersberger
Das Werkverzeichnis Rudolf Mauersberger (RMWV) ist ein Verzeichnis der Werke des Komponisten Rudolf Mauersbergers. Ein erstes Werkverzeichnis erschien 1976 als Manuskriptdruck der Sächsischen Landesbibliothek. Eine zweite, erweiterte Auflage aus dem Jahr 1978 konnte wegen technischer Mängel nicht ausgeliefert werden. Das aktuelle Werkverzeichnis wurde 1991 von Matthias Herrmann zusammengestellt.

## Verzeichnis
Bei der Vergabe von RMWV-Nummer wurden Leerstellen für Werke und Bearbeitungen gelassen, die noch entdeckt werden könnten. Folgende Werküberlieferungen sind möglich:
- 16 – Werk ist vollständig erhalten
- '17' – Werk ist fragmentarisch überliefert
- (15) – Werk ist verschollen.

## Vokalmusik (RMWV 1–441)

### A. Weltlich-Geistlich

#### I. Chorzyklen
- 1 Zyklus Tag und Ewigkeit
- 2 Weihnachtszyklus der Kruzianer
- 3 Kleiner Dresdner Weihnachtszyklus
- 4 Zyklus Dresden
- 5 Zyklus Erzgebirge
- 6 Der kleine Jahrkreis

### B. Geistlich

#### II. Abendfüllende geistliche Werke
- 7 Christvesper der Kruzianer
- 8 Dresdner Te Deum
- 9 Passionsmusik nach dem Lukasevangelium
- 10 Dresdner Requiem
- 11 Geh aus, mein Herz, und suche Freud

#### III. Kleinere geistliche Werke

##### 1. Sammlungen für Chor mit Solostimmen ad libitum - a cappella oder mit Orgel
- 12 Alumnengesänge des Dresdner Kreuzchores
- 13 Gesänge für die Kreuzkapelle zu Mauersberg

##### 2. Einzelwerke für Chor und Instrumente
- (15) Requiem für unsere Gefallenen
- 16 Auferstehn, ja auferstehn wirst du
- '17' Selig sind die Toten
- 18 Luthers Lob der Musika
- 19 Das Leben welk wie Gras
- '20' Mir amen Gast bereitet hast
- 21 Pfingstlicher Gesang: Mensch, du wardest Herr

##### 3. Einzelwerk für Chor und Orgel
- 23 Karfreitag: Fürwahr er trug unsere Krankheit
- 24 Konfirmationsgesang: Sei getreu in deinem Glauben
- '25' Ein jedes Herz findet auch seinen Frieden (II.)
- '26' Wenn ich auch gar nichts fühle von deiner Macht (I.)
- 27 Eine kleine Weihnachtskantate

##### 4. Einzelwerke für gemischten Chor a cappella
- 30 Schauet doch und sehet, ob irgend ein Schmerz sei, wie meiner
- 31 Motette für die Konfirmation: Wir flehn um deine Gnade mit Schluss -c.f. Jesu geh voran
- 32 Ach, wie fluchtig, ach wie nichtig
- 33 O Tod, wie bitter bist du
- 34 Dankpsalm: Es ist ein köstlich Ding, dem Herzen danken
- 35 Geh aus, mein Herz, und suche Freud
- 36 Das Jahr geht still zu Ende
- 37 Herr, bleibe bei uns
- 38 Ein fröhliches Osterlied: Die ganze Welt, Herr Jesu Christ
- 39 'Neujahrslied: Mit der Freude zieht der Schmerz mit Schlusschoral Gebe denn, der über uns wägt mit rechter Waage
- (40) Süsses Licht, Sonne, die durch Wolken bricht
- 41 Wer an mich glaubt
- 42 Dankhymnus: Das Volk im deutschen Gaun dankt dir, großer Gott
- 43 Des Herrn Rat ist wunderbarlich mit Schlusschoral Wunderanfang, herrlich Ende bzw. Nichts ist es spät und frühe
- 44 Ich will dem Herrn singen mein Leben lang
- 45 Saget den verzagten Herzen Spruch zum Advent Auf ihr betrübten Herzen
- 46 Siehe, meine Tage sind eine Handarbeit von dir Spruch zum Totensonntag oder Johannisfest mit Schlusschoral Mach’s mit mir, Gott, nach deiner Güt
- 47 Bekenntnis: Wie meine Väter von altersher bet ich mit meinen Kindern mit Schlusschoral Ich weiß, an wen ich glaube
- 48 Hab Dank, o Herr
- 49 Zur Abkundigung von Gefallenen: Pflanzt über mein Grab ein Kreuz
- 50 Lebenslied: Der dich auf meine Höhen erhob
- 51 Mit Beginn des Kirchenjahres: Der du die Welt geschaffen hast
- 52 Sämannslied: Herr Christi will Ostern auferstehen
- 53 Erntelied 1946: Wir pflügen und wir streuen
- 54 Es ist alles ganz eitel
- 55 Motette vom Frieden
- 56 Die neun Seligpreisungen aus der Bergpredigt: Da aber das Volk sah mit Schlusschoral: Droht man dir mit Schmach und Banden
- 57 Unsere Väter hofften auf dich

##### 5. Einzelwerke für gleiche Stimmen a cappella
- 61 Herr, bleibe bei uns
- 62 Rühme dich nicht des morgigen Tages!
- 63 Siehe, ich dir geboten
- 64 Gedenkspruch
- '65' Das Vaterunser: Lasst uns beten, Vaterunser[1]
- 66 Ich gedenke der alten Zeit
- 67 Schola crucis, schola lucis, imus, domine, quo ducis

#### IV. Messe
- 70 Eine evangelische Messe

#### V. Metten
- 71 Christmette der Alumnen des Dresdner Kreuzchores
- 72 Christmette für die Kirche zu Mauersberg
- 73 Christmettenspiel des Dresdner Kreuzchores
- 74 Ostermette des Dresdner Kreuzchores
- 75 Ostermette für die Kirche zu Mauersberg
- 76 Entwurf einer Mette

#### VI. Kleine liturgische Formen (außer Introiten)
80–85 Aus der Liturgie für den evangelischen Gottesdienst in St. Georg zu Eisenach
- 80 Antiphon zum 23. Psalm Wohl denen, die dich für ihre Stärke halten
- 81 Anrufung (Psalm 141.1): Herr, ich rufe zu dir
- 82 Deutsches Da pacem: Verleih uns Frieden gnädiglich
- 83 Erhalt uns Got, Herr, bei deinem Werk
- 84 Gottesdienstordnung der evangelischen Kirchgemeinde zu Eisenach: Unsere Hilfe steht im Namen des Herrn
- 85 Te Deum: Herr Gott, dich loben wir

87–89 Drei Amen
- 87 für 6st. gem. Chor
- 88 für 5st. gem. Chor
- 89 für 5st. gem. Chor
- 90 Entwurf einer sommerlichen Vesper
- 91 Liturgische Andacht
- 92 Antiphon: Herr Gott, du bist unsere Zuflucht

93–96
Aus der Liturgie für den Evangelischen Gottesdienst in der Kreuzkirche zu Dresden
- 93 Gottesdienstliturgie, einschließlich der Abendmahlliturgie
- 94 Heilig (Sanctus): Heilig ist Gott der Vater
- 95 Im großen Gloria: Wir preisen dich (Chorsatz anstelle der Gemeinde)
- 96 Hallelujaverse zu Ostern: Dies ist der Tag, den der Herr macht
- 97 Amen für die Christmette in Neudorf (Erzgebirge) für 5st. gem. Chor

#### VII. Introiten

##### 1. Introiten größeren Umfangs für zwei Chöre (Hauptchor und Altarchor) mit Instrumenten bzw. a cappella
- 100 Adiutorium: Deus in adiutorium meum intende mit Schlusschoral: Gott ist gegenwärtig
- 101 Gott ist gegenwärtig
- 102 Des Jahres schöner Schmuck entweicht
- 103 Kommt her, des Königs Aufgebot
- 104 Adventsintroitus
- 105 Dominus illuminatio meo Introitus mit Anrufung I; allgemein, besonders für die Trinitatiszeit
- 106 Erzeige uns deine Huld Introitus mit Anrufung II: allgemein
- 107 Mein Herz ist bereit Introitus mit Anrufung III mit Schlusschoral: Auf meinem lieben Gott trau ich in Angst und Not
- 108 Das ist ein köstlich Ding, dem Herren danken Introitus mit Anrufung IV
- 109 Das alte Jahr vergangen ist Introitus zur Silvestervesper
- 110 Hilf, Herr Jesu, lass gelingen

##### 2. Introiten für den gottesdienstlichen Gebrauch in St. Georg zu Eisenach
- 113 Zum Zweiten Weihnachtsfeiertag: Uns ist ein Kind geboren
- 114 Zu Neujahr: Um seiner großen Liebe willen
- 115 Zum Karfreitag: Der Herr ist gehorsam geworden bis zum Tode
- 116 Zu Kantate: Singet dem Herrn ein neues Lied!
- 117 Zum Bußtag: Herr, sei mir gnädig
- 118 Zu Himmelfahrt: Erhebet den König der Könige
- 119 Zu Pfingsten: Der Weltkreis ist voll Geistes des Herren
- 120 Zu Trinitatis: Lob und Preis und ewige Ehre
- 121 Zum Michaelisfest: Lobe den Herrn, ihr seine Engel
- 122 Zum Erntedankfest: Groß sind die Werke des Herren
- 123 Zum Reformationsfest: Gott ist unsre Zuversicht und Stärke
- 124 Zum Totensonntag: Herr, lehre uns bedenken
- 125 Zum Totensonntag: Herr, du bist unsere Zuflucht für und für

##### 3. Introiten für den gottesdienstlichen Gebrauch in der Kreuzkirche zu Dresden
- 130 Zum Advent 1. Rorate coeli und Saget den verzagten Herzen
- 131 Zu Neujahr: Im Namen Jesu
- 132 Zu Epiphanias und den Sonntagen nach Epiphanias: Mache dich auf
- 133 Zu Septuagismae, Sexagismae und Estomihi: Sei mir ein starker Fels
- 134 Zu Invokavit: Er fuhr mich an
- 135 Zu Reminiscere: Gedenke, Herr, an deine Barmherzigkeit
- 136 Zu Okuli: Meine Augen sehen stets zu dem Herzen
- 137 Zu Laetare: Fürchtet euch mit Jerusalem
- 138 Zu Judica: Richte mich Gott
- 139 Zu Palmarum: Hosianna dem Sohne Davids
- 140 Zu Gründonnerstag: Wir rühmen uns
- 141 Zu Karfreitag: Der Herr ward gehorsam bis zum Tod
- 142 Zum Osterfest: Der Herr ist auferstanden
- 143 Zu Quasimodogeniti: Als die neugeborenen Kinder
- 144 Zu Misericordias Domini: Der Güte des Herrn ist die Erde voll
- 145 Zu Jubilate: Jauchzet Gott, alle Lande
- 146 Zu Kantate: Singet dem Herrn ein neues Lied
- 147 Zu Rogate: Mit fröhlichem Schall verkündiget
- 148 Zu Himmelfahrt: Die Männer von Galiläa
- 149 Zu Exaudi: Erhöre, Herr, meine Stimme
- 150 Zum Pfingstfest: Ich will ausgießen von meinem Geist
- 151 Zum Trinitatisfest: Gebenedeit sei die heilige Dreifaltigkeit
- 152 Zum 1. Sonntag nach Trinitatis: Herr, ich hoffe darauf
- 153 Zum 2. Sonntag nach Trinitatis: Der Herr ist meine Stärk
- 154 Zum 3. Sonntag nach Trinitatis: Wende ich, Herr, zu mir
- 155 Zum 4. Sonntag nach Trinitatis: Der Herr ist mein Licht
- 156 Zum 5. Sonntag nach Trinitatis: Herr, höre meine Stimme
- 157 Zum 6. Sonntag nach Trinitatis: Der Herr ist seines Volkes Stärke
- 158 Zum 12. Sonntag nach Trinitatis: Herr, ich traue auf dich
- 159 Zum 13. Sonntag nach Trinitatis: Das ist meine Freude
- 160 Zum 14. Sonntag nach Trinitatis: Wie heilig ist diese Stätte
- 161 Zum 15. Sonntag nach Trinitatis: Herr, wie sind deine Werke so groß
- 162 Zum 16. Sonntag nach Trinitatis: Die Opfer, die Gott gefallen
- 163 Zum 17. Sonntag nach Trinitatis: Herr, du bist gerecht
- 164 Zum 18. Sonntag nach Trinitatis: Herr, gib Frieden
- 165 Zum 19. Sonntag nach Trinitatis: Ich bin meines Volkes Heil
- 166 Zum 22. Sonntag nach Trinitatis: So du willst, Herr
- 167 Zum Reformationsfest: Ich rede von deinen Zeugnissen
- 168 Zum 23. Sonntag nach Trinitatis (zwei Fassungen): Wenn ich mitten in der Angst wandle
- 169 Zum 24. Sonntag nach Trinitatis: Die Erlösten des Herrn
- 170 Zum 25. Sonntag nach Trinitatis: Wir müssen alle offenbar werden

#### VIII. Choräle

##### 1. Eigene Vertonungen
- 175 Brich herein süßer Schein
- 176 Geh aus, mein Herz, und suche Freud
- 177 Jauchzet, ihr Himmel
- 178 Lasst mich gehn
- 179 O Christentum
- 180 Ob die Erde brüllt und bebt
- 181 Wer ist ein Mann
- 182 Wie heimlicher Weise
- 183 Wo findet die Seele die Heimat, die Ruh?

##### 2. Choralbearbeitungen

###### 2.1. Sammlungen für Chor und Instrumente
- 185 Turmgesänge der Kruzianer
- 186 Dresdner Turmgesänge

###### 2.2. Übersicht über alle Fassungen der Turmgesänge
- 187 Alle Welt springe und lobsinge
- 188 Fröhlich soll mein Herze springen
- 189 Gelobt seist du, Jesu Christ
- 190 Macht hoch die Tür, die Tor macht weit
- 191 Veni redemptor gentium / Was der alten Väter Schar
- 192 Vom Himmel hoch, da komm ich her
- 193 Die Weihnachtsbotschaft
- 194 Die Weissagung: Das Volk, so im Finstern wandelt

###### 2.3 Einzelwerke für Chor und Instrumente (außer Blechbläser)
- '195' Wenn ich einmal soll scheiden
- '196' Wie wunderbarlich ist doch diese Strafe
- 197 Ein Lämmlein geht und trägt die Schuld
- (198) Joseph, lieber Joseph mein
- (199) Kommet ihr Hirten
- 200 Lobt Gott, Ihr Christen allzugleich
- 201 Vom Himmel hoch, da komm ich her
- (202) Vom Himmel hoch, ihr Engel kommt
- 203 Die helle Sonn leucht’ jetzt herfür
- 204 Hinunter ist der Sonne schein
- 205 O heiliger Geist, du göttlich Feur
- 206 O Welt, ich muss dich lassen
- 207 Wenn mein Stündlein vorhanden ist
- 208 Aus des Himmels hellen Toren
- 209 Himmel, Erde, Luft und Meer
- 210 Im Frieden dein, o Herre mein
- 211/1 O Atem erster Frühe
- 211/2 O König aller Ehren
- 212 Es wolle Gott uns gnädig sein
- 213 Gottesstille, Sonntagsfrühe
- 214 Ach Gott, vom Himmel sieh darein
- 215 Ich wollt, dass ich daheime wär (über das Lied von Heinrich Laufenberg)
- 216 Mit Fried und Freud ich fahr dahin

###### 2.4 Verschollene Choralbearbeitungen und Wechselgesänge für Chor mit Orgel und Instrumenten
- (220) Die ganze Welt, Herr Jesu Christ
- (221) Gelobt sei Gott im höchsten Thron
- (222) Herzlich tut mich erfreuen
- (223) Ich weiß, woran ich glaube
- (224) Macht hoch die Tür, die Tor macht weit

###### 2.5 Einzelwerke für Chor, Blechbläser und gegebenenfalls Orgel
2.5.1. Bearbeitungen
- 226 Schmückt das Fest mit Maien
- (227) Christ ist erstanden
- 228 Jesus Christus, König und Herr
- 229 O komm, du Geist der Wahrheit
- 230 Verzage nicht, du Häuflein klein

2.5.2. Choralsätze
- 231 Nun lasst und gehn und treten
- 232 Christ lag in Todesbanden
- 233 Pfingstchoral: O heil'ger Geist, kehr' bei uns ein

###### 2.6. Choralbearbeitungen für Chor und Orgel
- (235) O komm, du Geist der Wahrheit
- 236 Es ist so still geworden
- 237 Wach auf, mein herz, und singe
- 238 Lasst mich gehn
- 239 Mitten wir im Leben sind
- 240 Wer ist ein Mann?
- 241 Wo findet die Seele die Heimat, die Ruh?

###### 2.7. Choralbearbeitungen für Chor a cappella
- 245 Aus meines Herzens Grunde
- 246 Mein erst Gefühl sei Preis und Dank
- 247 Morgenglanz der Ewigkeit
- 248 Die güldne Sonne
- 249 Für den Morgen und für den Abend: Noch lässt der Herr mich grüßen / Ach bleib mit deinem Glanze
- 250 Lobt froh den Herrn
- 251 Gottesstille, Sonntagsfrühe

##### 3. Choralbücher
- 253 Evangelisches Choralbuch [Thüringer Choralbuch]
- 254 Begräbnislieder
- 255 Begräbnislieder
- 256 Begräbnislieder
- 257 Vierstimmiges Deutsches Choralbum
- 258 Evangelisches Choralbuch für die Kirchenprovinz Ostpreußen
- 259 Neues Thüringer Choralbuch

##### 4. Einzelne Choralsätze a cappella

###### 4.1. Choralsätze für gemischten Chor
260 - 261 Zwei geistliche Lieder
- 260 Geh aus, mein Herz, und suche Freud
- 261 Der Mond ist aufgegangen
- 262 Flieg hin, du Zeit
- 263 Pfingstlied: Jauchz’ Erd und Himmel, juble hell
- 264 Mir nach, spricht Christus unser Held
- 265 Gott ist gegenwärtig
- 266 Bescher uns, Herr, das täglich Brot

###### 4.2. Choralsätze für gemischten Chor
- 268 Der grimmig Tod
- 269 Du weißt den Weg: Weiß ich den Weg auch nicht
- 270 O Welt, sieh hier dein Leben

###### 4.3. Choralsätze für 3-4stimmigen Chor
- 273 Mein erst’ Gefühl sei Preis und Dank
- 274 Der grimmig Tod
- 275 Du weißt den Weg: Weiß ich den Weg auch nicht
- 276 Ich grüsse dich am Kreuzesstamm
- 277 Wenn kleine Himmelserben in ihrer Unschuld sterben

###### 4.4. Choralsätze für zwei Stimmen (Sopran, Alt)
- 280 Vom Himmel hoch, da komm ich her
- 281 Jesus ist kommen, Grund ewiger Freude
- 282 Lobet den Heren alle, die ihn ehren
- 283 Herr Jesu Christ, dich zu uns wend
- 284 Allein Gott in der Höh sei Ehr

###### 4.5. Begräbnislieder für Männerchor
- 285 Nun laßt uns den Leib begraben
- 286 Mit Fried und Freud fahr ich dahin
- 287 Wer weiß, wie nahe mir mein Ende
- 288 Mach’s mit mir, Gott, nach deiner Güt

### C. Weltlich

#### IX. Weltliche Werke

##### 1. Werkssammlungen für Solostimmen und Orchester
- 290 Vier Kriegsbilder
- 291 Zwei Kriegsstimmungsbilder
- 292 [Zwei Stimmungsbilder]

##### 2. Einzelwerke für Solostimme und Orchester bzw. Klavier
- 293 Der sterbende Soldat: Die Kugel traf, mich ruft der Tod
- 294 Für uns: Fern im Osten
- 295 Österreichisches Reiterbild: Drüben am Wasserrad hocken zwei Dohlen
- 296 Herbst 1914: Fallende Pracht!
- 297 Im stillen Gässchen
- 298 Irgendwo: Irgendwo auf Polens Feld ein Holzkreuz mit Tafel

##### 3. Einzelwerke für Chor, teilweise Solostimmen und Orchester bzw. Klavier
- (299) Schön-Rohtraut
- (300) Tod und Sieg: Die Nacht steigt auf
- '301' Die Glocken läuten das Ostern ein
- 302 Hoch über den Sternen
- 303 Ihr, die ihr draußen vorüber geht
- '304' Karfreitag: Wind und Welle wehren der Stille nicht
- 305 Kindheit:  Ob der Reigen noch um die Linde geht in meiner Heimat fern?
- 306 Maiwärts
- 307 Gedächtnisgesang: Habt Ruh und Frieden

##### 4. Einzelwerke (Lieder) für Solostimme und Klavier
- (310) Sturmmöwe
- 311 Gutenachtliedchen: Gute Nacht, gute Nacht!
- 312 Das Lied des Leierkastenmannes: Ich hatte ein Mädchen und hatte es lieb
- 313 Du bist so jung
- '314' Ein Sonntag: So geht ein Sonntag still zu Ende
- 315 Einem jungen Mädchen: Ich sah dich immer mit Rosen in der Hand
- 316 Glück: Nun ward es Sommer und die Rosen blühn
- '317' Im Zigeunerlager: Himbeergebüsche, bröckelnd Gestein

##### 5. Einzelwerke für gemischten Chor a cappella
- (320) Österreichisches Reiterbild: Drüben am Wasserrad hocken zwei Dohlen
- 321 Gebet: Weil wir mit soviel edlem Heldenblute
- 322 Ulkfuge: Wo ist denn mein Jösephchen
- 323 Schöpfung: All Ding auf Erden welche Pracht!
- 324 Zwei schlichte Gesänge
- 325 [Zwei Gesänge]
- 326 [Zwei Gesänge]
- 327 Der Kreis: Ringt sich vom Mutterschoß in heißen Wehen
- 328 Pfeifen: Klavier und Geige, die ich wahrlich schätze
- 329 Lern nur das Lachen!
- 330 Musik: Melodien heilen unsere Schmerzen
- 331 Eröffnungshymnus: Eint uns heut die Feierstunde
- 332 Hymnus auf die Arbeit: Arbeit hämmern alle Pulse
- 333 Hymnus auf ein vollendet Werk: Nun steht das Werk vollendet
- 334 Herz der Welt: Wo schlägt das Herz der Welt?
- 335 Das Wunderland: Es soll nunmehr ein Lied gesungen werden
- 336 Kritik des Herzens
- 337 O, du schöne Hofkapellen
- 338 Drei Jahreszeitgedichte
- 339 Vom Vöglein: Grüß dich Gott, mein lieb Regerl

##### 6. Einzelwerke für gleiche Stimmen a cappella, teilweise mit Knabensolostimme
- 342 Hab Sonne im Herzen
- 343 Lern nur das Lachen
- 344 Hymnus auf die Arbeit: Arbeit hämmert alle Pulse
- 345 Bitte: Ich hört eine Amsel schlagen
- 346 Ein Sonntag: So geht ein Sonntag still zu Ende
- 347 Der verschwundene Stern: Es stand ein Sternlein am Himmel
- 348 Ein grünes Blatt: Ein Blatt aus sommerlichen Tagen
- 349 Gruss: Soviel Stern' am Himmel stehen
- 350 Inserat im August: Die verehrlichen Jungen
- 351 Nachtmusikanten: Hier sind wir armen Narren auf Plätzen
- 352 Wer recht in Freuden wandern will
- 353 Kinderpredigt: Ein Huhn und ein Hahn
- 354 Morgenlied: Steht auf, ihr lieben Kinderlein
- 355 Schusterbube: Schusterbube, flick mir die Schuh
- 356 Die Schwalben: Es fliegen zwei Schwalben

#### X. Lied- und Volksliedbearbeitungen

##### 1. Sammlung für 4-stimmigen gemischten Chor
- 360 Ich bin ein großer Wandersmann
- 361 Hier sitz ich auf Rasen mit Veilchen gekränzt
- 362 Hab oft im Kreise der Lieben
- 363 Ein Schäfermädchen weidete
- 364 Mädel rück an meine grüne Seite
- 365 Ein Jäger aus Kurpfalz
- 366 Wem Gott will rechte Gunst erweisen
- 367 Kein Feuer, keine Kohle
- 368 Es war ein Knab gezogen
- 369 Das Lieben bringt groß Freud
- 370 Ich ging im Walde so für mich hin
- 371 Die Sonn steigt hinterm Wald hinein
- 372 Ich und mein Haus, wir sind bereit

373–376 Vier Löns-Lieder
- 373 Auf der Lüneburger Heide
- 374 Wenn ich meine Schafe weide
- 375 Vergissmeinnicht: Es ging eine Jungfrau zart
- 376 Als ich gestern einsam ging

##### 2. Einzelwerke für 4-8stimmigen Chor und 4 Hörner
- 377 Im Wald und auf der Heide
- 378 Das Waldhorn:  Wie lieblich schallt durch Busch und Wald

##### 3. Einzelwerke für Knabenchor und Hörner
- 379 Trara, die Post ist da
- 380 Im Wald und auf der Heide

##### 4. Einzelwerke für gemischten Chor a cappella
- 382 Der Mond ist aufgegangen
- 383 Der Mai ist gekommen
- 384 Ausfahrt: Berggipfel erglühen, Waldwipfel erblühen
- 385 Nun ade, du mein lieb Heimatland
- 386 Alle Vögel sind schon da
- (387) Landsknechtlied: Unser lieben Frauen vom kalten Bronnen
- (388) Was blasen die Trompeten
- (389) Wann fanget es die heil'ge Neujahrszeit an?
- 390 Erinnerungen an die Kindheit: Als einst im Maien die Nachtigall schlug
- 391 Im schönsten Wiesengrunde
- 392 Lied des Landmanns in der Fremde: Traute Heimat meiner Lieben
- 393 Vöglein im hohen Baum: Vöglein im hohen Baum, klein ist’s, man sieht’s ja kaum
- (394) Der Bergfürst ist erschienen
- 395 Dort unten in der Mühle
- 396 Mailied: Trarira! Der Sommer, der ist da
- 397 Der Wachtelschlag: Horch wie schallt’s dorten so lieblich hervor!
- 398 Schöner Frühling: SVIIchöner Frühling, komm doch wieder
- 399 Wiegenlied: Guten Abend, gut’ Nacht
- 400 Wie herrlich ist’s im Walde
- 401 [Zwei Jagdlieder]
- 402 Abendsegen: Abends will ich schlafen gehn
- 403 Annaberger Bergmannsmarsch: Gruß und Segen dir, du schöne Zier
- 404 Bergmannslied: Glück auf, glück auf
- 405 Der Wanderer: ich komme vom Gebirge her
- 406 Die Heimat: Wenn ich den Wandrer frag
- 407 Ein gar lustiger Bergreihen: Ich bin ein Bergmann wohlgemut
- 408 Erzgebirgisches Bergmannslied: Die Bergleut sind ein edle Zier
- 409 Erzgebirgisches Bergmannslied: Wenn das Glöcklein drei tut läuten
- 410 Frühlingslaune: Die linden Lüfte sind erwacht
- 411 Im Abendbrot: O wie schön ist deine Welt, Vater
- 412 Im Wald und auf der Heide
- 413 Sandmännchen: Die Blümelein, sie schlafen
- 414 Wiegenlied: Schlafe, mein Prinzchen, schlaf ein
- 415 Der Tod von Basel: Als ich ein jung Geselle war
- 416 Im Märzen der Bauer: Im Märzen der Bauer die Rößlein einspannt
- 417 Und in dem Schneegebirge
- 418 Leise zieht durch mein Gemüt
- 419 O Tannenbaum: O Tannenbaum, wie treu sind deine Blätter

##### 5. Einzelwerke für Solostimme(n) und gleiche Stimmen a cappella
- 422 Abendsegen: Abends will ich schlafen gehn
- 423 Wiegenlied: Schlafe, mein Prinzchen, schlaf ein
- 424 Aus der Jugendzeit: Aus der Jugendzeit klingt ein Lied mir immerdar
- 425 Wiegenlied: Guten Abend, gut’ Nacht
- 426 Der Hirt: Bin ich im Wald ferne von dir
- 427 Sandmännchen: Die Blümelein, sie schlafen
- 428 Schlaf, Herzenssöhnchen: Schlaf, Herzenssöhnchen, mein Liebling bist du!

##### 6. Einzelwerke für zwei Knabenchöre a cappella
- 430 Wem Gott will rechte Gunst erweisen
- 431 Hab oft im Kreise der Lieben
- 432 Im Freien: Hier sitz ich auf Rasen mit Veilchen bekränzt
- 433 Nun ade, du mein lieb Heimatland
- 434 Trara, die Post ist da

##### 7. Einzelwerke für Knabenchor a cappella
- 436 Ihr lieben Vögelein: Ihr kleinen Vögelein, ihr Waldergötzerlein
- 437 Schnitter Tod: Es ist ein Schnitter, der heißt Tod
- 438 Leise zieht durch mein Gemüt
- 439 Vögele im Tannenwald: Vögele im Tannenwald pfeifet so hell
- 440 Vögelein im hohen Baum
- 441 Wenn ich ein Vöglein wär

## Instrumentalmusik (RMWV 445–451)

### XI. Orgelmusik
- 445 Introduktion, Ciaconna und Choral e-moll
- 446 Introduktion und Passacaglia a-moll
- 447 Präludium und Doppelfuge d-moll

### XII. Kammermusik
- 448 Klaviertrio c-moll
- 449 Streichquartett fis-moll
- (450) Elegie

### XIII. Orchestermusik
- 451 Sinfonie e-moll (Tragische Sinfonie)